# 12284 Пол
12284 Пол (12284 Pohl) — астероїд головного поясу, відкритий 17 березня 1991 року.
Тіссеранів параметр щодо Юпітера — 3,115.
Названо на честь Фредерика Пола (англ. Frederik Pohl; нар. 1919), — американського письменника-фантаста, футуриста, автора роману "Chernobyl" (Чорнобиль) і ще понад 70 романів та збірок.